# Vormwald (Hilchenbach)

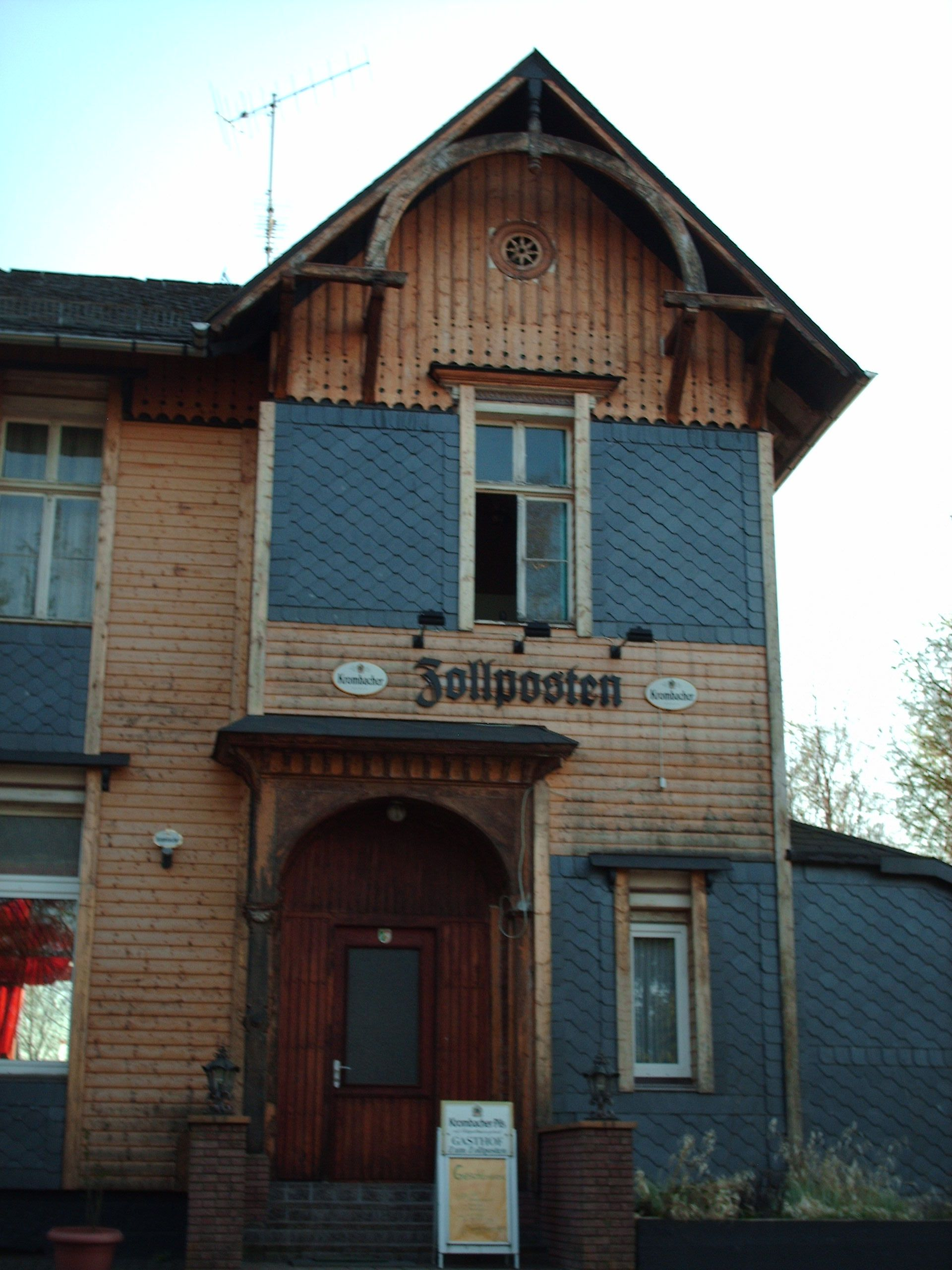
Bahnhof Vormwald

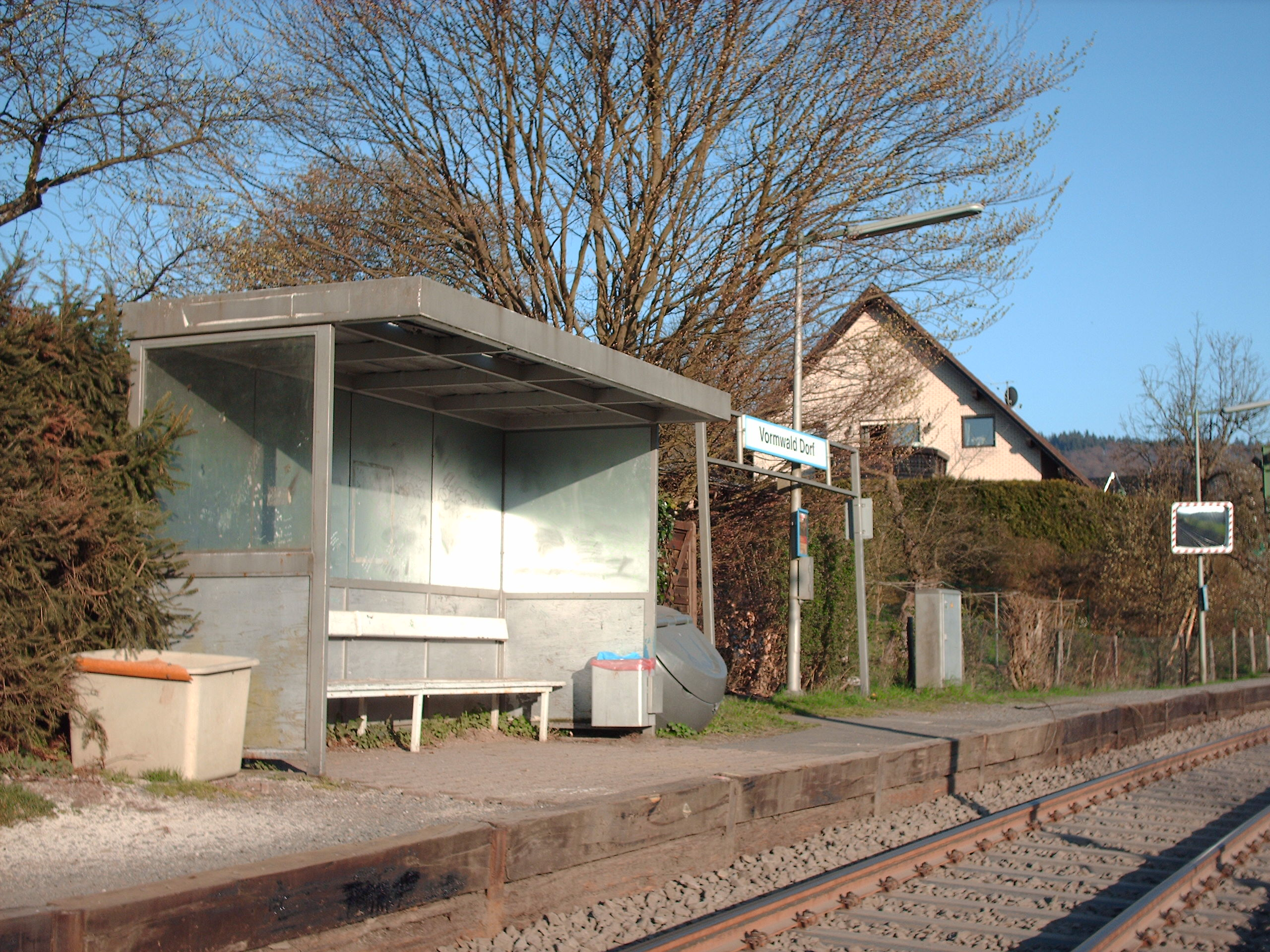
Haltepunkt Vormwald Dorf

Vormwald ist ein Ortsteil der Stadt Hilchenbach im Kreis Siegen-Wittgenstein, Nordrhein-Westfalen.

## Geographische Lage
Der Ort liegt südöstlich der Stadtmitte im Naturpark Sauerland-Rothaargebirge. Hindurch führt die B 508.

## Geschichte
1417 wurde der Ortsname Vormwald erstmals in Form des Personennamens Heynchin vur dem Walde im Verzeichnis der Einkünfte der Rentei Siegen erwähnt. Zum heutigen Ortsteil Vormwald der Stadt Hilchenbach gehören zudem die ursprünglich eigenständig genannten Höfe Schreiberg, Sterzenbach und Watzenseifen. Vormwald, unter dieser Bezeichnung erst seit dem 19. Jahrhundert bekannt (vorher Wald), erlebte seit den 1970er Jahren durch die Erschließung neuer Wohngebiete eine deutliche Bevölkerungszunahme. Bis zur kommunalen Neugliederung am 1. Januar 1969 gehörte der Ort dem Amt Keppel an.

## Sonstiges
- Die Haltepunkte Vormwald und Vormwald Dorf sind Stationen an der Bahnstrecke Kreuztal–Cölbe, die nahe beim Ort durch den 188 m langen Vormwalder Tunnel[4] führt. Hier verkehrt die Rothaarbahn.
- Durch den Bürgerbus ist der Ort in den örtlichen öffentlichen Personennahverkehr eingebunden.[5]
- Der Kindergarten wird von der Arbeiterwohlfahrt betrieben.